# Andrea Haselwanter-Schneider
Andrea Haselwanter-Schneider (* 20. April 1968 in Innsbruck) ist eine österreichische Universitätsassistentin und Politikerin (FRITZ). Haselwanter-Schneider ist seit 2008 Abgeordnete zum Tiroler Landtag, wo sie von 2012 bis 2022 Klubobfrau der Liste Fritz Dinkhauser war.

## Ausbildung und Beruf
Haselwanter-Schneider besuchte von 1974 bis 1978 die Volksschule in Matrei am Brenner und wechselte danach bis 1982 an die örtliche Hauptschule. In der Folge setzte sie ihre Ausbildung zwischen 1982 und 1985 an einer Berufsbildenden mittleren Schule in Innsbruck fort und absolvierte danach von 1985 bis 1988 die Krankenpflegeschule in Innsbruck. Nachdem sie 1994 die Studienberechtigungsprüfung abgelegt hatte, studierte sie von 1994 bis 1999 Erziehungswissenschaften an der Universität Innsbruck und besuchte zudem von 1996 bis 1998 den Universitätslehrgang für Lehrende im Gesundheitswesen an der Universität Innsbruck. Im April 1999 schloss Haselwanter-Schneider ihr Studium der Erziehungswissenschaften mit dem akademischen Grad Mag. phil. und promovierte im November 2002 zur Dr. phil.
Beruflich war Haselwanter-Schneider von 1988 bis 1992 als Diplom-Gesundheits- und Krankenschwester tätig und arbeitete zwischen 1992 und 2007 als Lehrerin für Gesundheits- und Krankenpflege. Seit 2007 ist sie als Universitätsassistentin an der Privatuniversität UMIT in Hall in Tirol beschäftigt.

## Politik und ehrenamtliche Funktionen
Haselwanter-Schneider ist seit 2000 Kammerrätin der Kammer für Arbeiter und Angestellte für Tirol und Vorsitzende des Bildungspolitischen Ausschusses. Sie trat bei der Landtagswahl 2008 auf  der Liste Fritz Dinkhauser an und wurde am 1. Juli 2008 als Abgeordnete zum Tiroler Landtag angelobt. Nach dem Tod des Liste Fritz-Klubobmanns Bernhard Ernst am 8. Dezember 2012 wurde Andrea Haselwanter-Schneider dessen Nachfolgerin als Klubobfrau im Landtag. Am 1. Februar 2022 folgte ihr Markus Sint als Klubobmann nach. Bei der Landtagswahl 2022 war sie erneut Spitzenkandidatin der Liste Fritz.
Im Jänner 2024 gab sie bekannt, bei der Gemeinderats- und Bürgermeisterwahl in Innsbruck 2024 als Spitzen- bzw. Bürgermeisterkandidatin der Liste Fritz anzutreten. Im Oktober 2024 wurde sie als Parteiobfrau der Liste Fritz mit 96 Prozent der Stimmen wiedergewählt.